# 클로리스 리치먼
클로리스 리치먼(Cloris Leachman, 1926년 4월 30일 ~ 2021년 1월 27일)은 미국의 배우, 희극인이다. 프라임타임 에미상 후보에 총 22번 올라 그중 8번 수상하였으며, 줄리아 루이드라이퍼스와 더불어 역대 프라임타임 에미상 최다 수상자 기록을 갖고 있다. 《마지막 영화관》(1971)으로 1972년 제44회 아카데미상 여우조연상을 수상하였다. 리치먼은 영국 아카데미 영화상과 골든 글로브상 수상자이기도 하다. 1980년 할리우드 명예의 거리에 텔레비전 분야로 헌액되었다. 액터스 스튜디오 출신이다.
2008년 댄싱 위드 더 스타 시즌 7에 경쟁자로 출연하여 총 13명의 경쟁자 중 7위로 마감하였다. 리치먼은 당시 82세였으며, 해당 프로그램 역사상 최연장자 기록이다.
2009년 설날 패서디나 로즈볼 로즈 퍼레이드에 대원수("Grand Marshal")로 임명되었다. 같은 해 전남편 조지 잉글런드와 함께 쓴 자서전 "Cloris: My Autobiography"를 출간했으며, 베스트셀러가 되었다.

## 출연 작품

### 영화
- 키스 미 데들리 (1955)
- 내일을 향해 쏴라 (1969)
- 러버스 앤 어더 스트레인저 (1970)
- 마지막 영화관 (1971)
- 딜린저 (1973)
- 영 프랑켄슈타인 (1974)
- 고소공포증 (1977)
- 머펫 무비 (1979)
- 허비 - 흥분하다 (1980)
- 세계사 (1981)
- 프랜서 (1989)
- 마지막 쇼 (1990)
- 비버리 힐빌리즈 (1993)
- 나우 앤 덴 (1995)
- 뮤직 오브 하트 (1999)
- 지금은 통화중 (2000)
- 애니멀 (2001)
- 알렉스 & 엠마 (2003)
- 나쁜 산타 (2003)
- 스팽글리쉬 (2004)
- 롱기스트 야드 (2005)
- 스카이 하이 (2005)
- 무서운 영화 4 (2006)
- 비어페스트 (2006)
- 내 친구의 사생활 (2008)
- 뉴욕, 아이 러브 유 (2009)
- 바스터즈: 거친 녀석들 (2009)
- 유 어게인 (2010)
- 갬빗 (2012)
- 더 웨딩 링거 (2015)
- 좀비 서바이벌 가이드 (2015)
- 유니티 (2015) - 다큐멘터리
- 코미디언 (2016)
- 아이 캔 온리 이매진 (2018) - 할머니 역
- Lez Bomb (2018)

### 애니메이션 영화
- 천공의 성 라퓨타 (1986) - 영어 더빙
- 센트럴 파크의 요정 (1994)
- 비비스와 버트헤드 (1996)
- 아이언 자이언트 (1999)
- 벼랑 위의 포뇨 (2008) - 영어 더빙
- 크루즈 패밀리 (2013) - 그랜 역
  - 크루즈 패밀리: 뉴 에이지 (2020)

### 텔레비전
- 딜론 보안관 (1956, 1961)
- 메리 타일러 무어 쇼 (1970-77)
- 원더우먼 (1975)
- 말콤네 좀 말려줘 (2001-06)
- 환상특급 (2003)
- 레이징 호프 (2010-14)